# لغات كوستاريكا

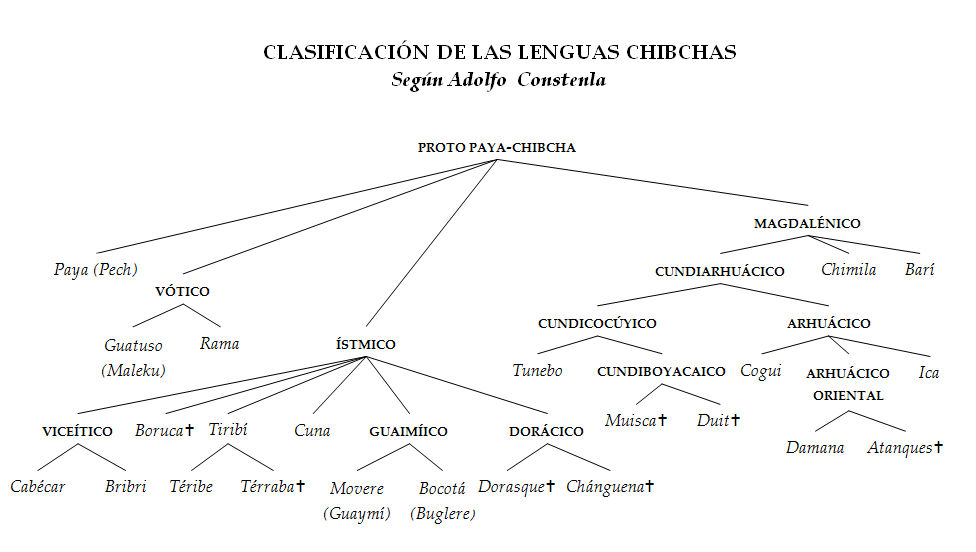
وهذا المخطط للتوضيح

كوستاريكا دولة تقع في البحر الكاريبي ، لغتها الرسمية هي اللغة الإسبانية، اللهجة السائدة هي الإسبانية الكوستاريكية (en) والتي هي إحدى اللهجات الإسبانية (en) في أمريكا الوسطى. في كوستاريكا توجد 10 لغات مسجلة.

## اللغات المحلية
من اللغات المحلية الأخرى:
- لغات تشيبتشان وتشمل:
  - البوروكا (en)
  - البريبري (لغة بريبري)
  - الكابيكار (en)
  - التيريب (en)
- الألمانية السفلى (en) أو البلاودتش
- الليمونية (en)، وهي كريول ذات أساس إنجليزي (en)
- الغوايمي (en)
- الماليكو (en)

## لغات أخرى
من بين اللغات الأخرى التي يتكلمها الوافدون والمهاجرون إلى كوستاريكا:
- البشكنشية
- اليديشية الشرقية
- الصينية يؤ
- الفرنسية
- الكريولية الهايتية
- التغلوغية
- الإنجليزية الأمريكية

## لغات بائدة
من اللغات البائدة هي لغة تشوروتيغا (en) وهي إحدى اللغات المانغوية (en)